# Rougissement (physiologie)
 (juillet 2025).
 (décembre 2017).
Si vous disposez d'ouvrages ou d'articles de référence ou si vous connaissez des sites web de qualité traitant du thème abordé ici, merci de compléter l'article en donnant les références utiles à sa vérifiabilité et en les liant à la section « Notes et références ».
Pour un individu de l'espèce humaine, le rougissement est le fait de devenir rouge sur le visage et d’autres parties de la peau, causé par une variété de conditions physiologiques. Le rougissement physiologique, parfois d'origine psychologique et lié à des situations sociales et émotionnelles, est distingué par une rougeur quelconque qui se limite en général au visage, aux joues et aux oreilles, et reflète souvent l’embarras ou la gêne. La phobie de rougir en public se nomme l’éreutophobie (eruthrós signifiant « rouge » en grec ancien) et est souvent imbriquée avec le fait de rougir beaucoup en public.
Le rougissement est également potentiellement pathologique, notamment un symptôme cardinal du syndrome carcinoïde.
Une étude de 2024 menée sur des poules du Sussex démontre qu'elles sont capables de rougir à différents degrés suivant leurs émotions.

## Causes physiologiques et pathologiques du rougissement
Selon les cas, ces causes peuvent ne pas être strictement séparées. La liste n'est pas exhaustive.
- Activité physique intense (durant ce type d’activité, le sang circule beaucoup plus vite)
- Émotions : colère, embarras… (voir érythème pudique), notamment gêne liée à la pudeur face aux situations taboues d'ordre sexuel ou autre, aussi tristesse voire joie et/ou pleurs à caractère émotionnel ou non
- Excitation sexuelle, spécialement un orgasme, excitation des fonctions corporelles urinaires notamment
- Inflammation (par exemple, causée par une réaction allergique ou une infection)
- Grandes doses de vitamine B3
- Consommation de caféine
- Certaines drogues telles que l'héroïne, la cocaïne et les amphétamines
- Tumeur carcinoïde
- Syndrome d'activation mastocytaire[2]
- Mastocytose
- Broncho-pneumopathie chronique obstructive, spécialement emphysème
- Mélange antibiotiques-alcool
- Rosacée
- Malaise (notamment causé par la chaleur)
- Histamines
- Nourritures épicées (glutamate)
- Boisson alcoolisée
- Vasodilatateurs puissants (dihydropyridine, bloqueurs de canaux calciques)
- Intoxication au monoxyde de carbone
- Acétaldéhyde
- Éreutophobie